# 이마카케 고키
이마카케 고키(일본어: 今掛 航貴, 1999년 2월 17일~)는 일본의 축구 선수이다.

## 구단 경력
그는 2021년 J1리그의 사간 도스에 입단했다. 2021년 7월 J2리그의 미토 홀리호크로 이적했다. 2022년 일본 풋볼 리그의 FC 티아모 히라카타로 이적했다. 2022년후 현역 은퇴.